# Polysyncraton glaucum
Polysyncraton glaucum är en sjöpungsart som beskrevs av Kott 200. Polysyncraton glaucum ingår i släktet Polysyncraton och familjen Didemnidae. Inga underarter finns listade i Catalogue of Life.